# ジョン・マックス・ローゼンフィールド
ジョン・マックス・ローゼンフィールド3世（John Max Rosenfield III、1924年10月9日 - 2013年12月16日）は、アメリカ合衆国の美術史家であり、日本美術を専門とする。

## 生涯
テキサス州ダラスで1924年10月9日に生まれた。父のジョン・マックス・ローゼンフィールド2世は『ダラス・モーニングニュース』の文化部の記者だった。
高校時代に画家を志し、絵画を学ぶためにテキサス大学に入学したが、1941年にアメリカが第二次世界大戦に参戦したことにより、アメリカ陸軍に徴兵された。陸軍では情報部員としてインドや東南アジア各地に派遣された。終戦後、南メソジスト大学に入学し、1947年に芸術学の学士号を取得した。1948年にアイオワ大学修士課程に入学した。アイオワ大学在学中に朝鮮戦争のため再び徴兵され、日本と朝鮮半島に派遣された。東アジア滞在中にアジア美術の魅力に触れた。1954年にハーバード大学博士課程に入学し、ベンジャミン・ローランドの下で東アジア美術について学んだ。在学中にインドに渡り、仏教美術を研究した。クシャーナ朝の王侯の肖像彫刻に関する博士論文で1959年に博士号を取得した。この論文は1969年に"The Dynastic Arts of the Kushans"（クシャーナ朝の王朝美術）として出版された。
1962年から2年半、一家で京都に移り住んだ。1965年にハーバード大学の教員となり、1971年にアビー・アルドリッチ・ロックフェラー東アジア芸術教授職に任命された。1982年から1985年まで、フォッグ美術館のアートディレクターを務めた。1991年に退職し、名誉教授となった。

## 賞と栄誉
- 1988年 - 旭日章[2]
- 2001年3月 - 第19回山片蟠桃賞（日本国外での日本文化の普及に対する貢献に対して）[2][3][4]
- 2012年 - チャールズ・ラング・フリーア・メダル[2]

## 著書
- Rosenfield, John M.  Dynastic arts of the Kushans.（クシャーナ朝の王朝美術） 1967. (1993 ISBN 81-215-0579-8)
- Rosenfield, John M. Japanese Arts of the Heian Period, 794-1185.（平安時代（794年-1185年）の日本美術）  Asian Society, 1967.
- Rosenfield, John M. and Shujiro Shimada.  Traditions of Japanese Art : Selections from the Kimiko and John Powers Collection.（日本美術の流儀: パワーズ夫妻コレクションより） Harvard University Press, 1970.  (ISBN 0-674-90125-8)
- Rosenfield, John M. The courtly tradition in Japanese art and literature: selections from Hofer and Hyde collections.（日本美術・日本文学における宮廷の流儀: ホーファー＝ハイド・コレクションより）  Fogg Art Museum, Harvard University, 1973.
- Rosenfield, John M. and Elizabeth Ten Grotenhuis.  Journey of the Three Jewels: Japanese Buddhist Paintings from Western Collections.（三宝の旅: 西洋のコレクションにおける日本の仏教絵画） Tuttle Publishing, 1979. (ISBN 0-87848-054-4)
- Rosenfield, John M. et al. eds.  Extraordinary Persons : Works by Eccentric, Non-Conformist Japanese Artists of the Early Modern Era (1580-1868) in the collection of Kimiko & John Powers.（驚くべき人たち: 奇抜な、体制に従わない日本の中世初期（1580年-1868年）の芸術家の作品。パワーズ夫妻コレクションより）  3 vols. Harvard University Press, 1998. (ISBN 1-891771-00-0)
- Rosenfield, John M. and Buson Yosa.  Mynah Birds and Flying Rocks: Word and Image in the Art of Yosa Buson（椋鳥と飛ぶ岩: 与謝蕪村の芸術における言葉と絵） (Franklin D. Murphy Lectures, XVIII).  Spencer Museum of Art, University of Kansas, 2004. (ISBN 0-913689-48-3)
- Rosenfield, John M. Portraits of Chōgen: The Transformation of Buddhist Art in Early Medieval Japan.(重源の肖像: 中世初期の日本における仏教美術の変容) Leiden, the Netherlands: Brill, 2011.
- Rosenfield, John M. Preserving the Dharma: Hōzan Tankai and Japanese Buddhist Art of the Early Modern Era.（ダルマの維持 :宝山湛海と中世初期の日本の仏教美術） Princeton University Press, 2016. (ISBN 9780691163970)